# Fallsbach
Fallsbach ist eine Katastralgemeinde und eine Ortschaft der Marktgemeinde Gunskirchen im oberösterreichischen Bezirk Wels-Land. Bekannt ist der Ort wegen der Wallfahrtskirche Maria Fallsbach.

## Geografie
Fallsbach liegt zwischen dem Hausruckrücken und dem Alpenvorland im oberösterreichischen Zentralraum. Fallsbach befindet sich zehn Kilometer westlich der Stadt Wels und drei Kilometer nördlich von Gunskirchen auf einer Seehöhe von 362 Metern. Die Katastralgemeinde setzt sich aus dem nordwestlichen Teil der Gemeinde zusammen und umfasst eine Fläche von knapp 10 km². Die Ausdehnung von Nord nach Süd beträgt 6 km und von Ost nach West 4,1 km.

## Ortsteile
Zur Katastralgemeinde Fallsbach gehören die Ortschaften Aigen, Au bei Hischmannsberg, Auholz, Fallsbach, Holzgassen, Kalchau, Kottingreith, Liedering, Niederschacher, Oberriethal, Oberschacher, Pöschlberg, Pötzlberg, Roith, Salling, Schlambart, Ströblberg, Thal, Waldenberg und Wimberg sowie Teile der Ortschaften Oberndorf, Waldling und Vornholz.

## Einwohnerentwicklung und Bevölkerung
Die Ortschaft hatte 1990 genau 54 Einwohner und verfügt 2024 über 54 Einwohner.

## Wallfahrtskirche Maria Fallsbach

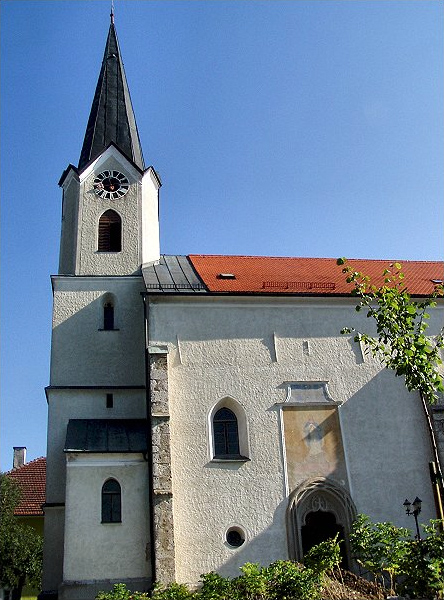
Wallfahrtskirche Maria Fallsbach

Die jetzige Kirche aus dem Jahre 1516 hat im Chor und im Langhaus ein schönes Netzrippengewölbe und ein reich profiliertes Südportal aus feinem Sandstein. Vor der Kirche befindet sich ein Wallfahrerbrunnen mit Schmiedeeisengitter und Dach (1700).
Die Gründungssage der Wallfahrtskirche erzählt von einem Jäger, der in ungezügelter Jagdleidenschaft auch an einem Sonntage der Jagd nachging. Im Schacherholz nächst der Wimmerkapelle schoss er einen Hirschen an, der in seinem Geweih das Bild der Himmelskönigin Maria trug. Der Hirsch verendete schließlich in der Nähe des Fallsbaches. Zur Sühnung seines Frevels ließ der Jäger eine Kirche zu Ehren Mariä errichten und das Hirschgeweih mit dem Marienbild zum ewigen Andenken in der Kirche anbringen.

## Quelle
- Heimatbuch Gunskirchen. Herausgeber: Roman Moser. Gemeinde Gunskirchen, 1990
- Ortsdatenbank Österreich

1. ↑  Statistik Austria: Bevölkerung am 1.1.2024 nach Ortschaften (Gebietsstand 1.1.2024), (ODS, 500 KB)